# Gran Premi de Luxemburg del 1998
Resultats del Gran Premi de Luxemburg de Fórmula 1 de la temporada 1998, disputat al circuit de Nürburgring el 27 de setembre del 1998.
| Pos | No | Pilot                 | Equip                  | Voltes | Temps/ Retirada  | Pos. de sortida | Punts |
| --- | -- | --------------------- | ---------------------- | ------ | ---------------- | --------------- | ----- |
| 1   | 8  | Mika Häkkinen         | McLaren - Mercedes     | 67     | 1h 32' 15. 2     | 3               | 10    |
| 2   | 3  | Michael Schumacher    | Ferrari                | 67     | + 2.211 s        | 1               | 6     |
| 3   | 7  | David Coulthard       | McLaren - Mercedes     | 67     | + 34.163 deg.    | 5               | 4     |
| 4   | 4  | Eddie Irvine          | Ferrari                | 67     | + 58.182 s       | 2               | 3     |
| 5   | 2  | Heinz-Harald Frentzen | Williams - Mecachrome  | 67     | + 1' 00.247 min. | 7               | 2     |
| 6   | 5  | Giancarlo Fisichella  | Benetton - Playlife    | 67     | + 1' 01.359 min. | 4               | 1     |
| 7   | 6  | Alexander Wurz        | Benetton - Playlife    | 67     | + 1' 04.789 min. | 8               |       |
| 8   | 1  | Jacques Villeneuve    | Williams - Mecachrome  | 66     | + 1 Volta        | 9               |       |
| 9   | 9  | Damon Hill            | Jordan - Mugen - Honda | 66     | + 1 Volta        | 10              |       |
| 10  | 14 | Jean Alesi            | Sauber - Petronas      | 66     | + 1 Volta        | 11              |       |
| 11  | 18 | Rubens Barrichello    | Stewart - Ford         | 65     | + 2 Voltes       | 12              |       |
| 12  | 11 | Olivier Panis         | Prost - Peugeot        | 65     | + 2 Voltes       | 15              |       |
| 13  | 19 | Jos Verstappen        | Stewart - Ford         | 65     | + 2 Voltes       | 18              |       |
| 14  | 17 | Mika Salo             | Arrows                 | 65     | + 2 Voltes       | 16              |       |
| 15  | 22 | Shinji Nakano         | Minardi - Ford         | 65     | + 2 Voltes       | 20              |       |
| 16  | 21 | Toranosuke Takagi     | Tyrrell - Ford         | 65     | + 2 Voltes       | 19              |       |
| Ret | 23 | Esteban Tuero         | Minardi - Ford         | 56     | Motor            | 21              |       |
| Ret | 10 | Ralf Schumacher       | Jordan - Mugen - Honda | 53     | Frens            | 6               |       |
| Ret | 15 | Johnny Herbert        | Sauber - Petronas      | 37     | Motor            | 13              |       |
| Ret | 20 | Ricardo Rosset        | Tyrrell - Ford         | 36     | Motor            | 22              |       |
| Ret | 12 | Jarno Trulli          | Prost - Peugeot        | 6      | Transmissió      | 14              |       |

## Altres
- Pole: Michael Schumacher 1' 18. 561

- Volta ràpida: Mika Häkkinen 1' 20. 450 (a la volta 12)